# Ngawang Namgyal
Ngawang Namgyal, född 1594, död 1651, räknas som Bhutans grundare. Han enade landet på 1630-talet och skapade en bhutansk identitet. Han införde också det balanserade systemet med en religiös ledare, Je Khenpo, och en civil ledare, Druk Desi, som har hand om administrationen. Systemet används än idag.
Namgyal, som var tibetansk munk, flydde från Tibet till Bhutan 1616 efter en dispyt med Dalai lama. Han följdes av sina lärjungar inom drukpa och lyckades med hjälp av en stark personlig auktoritet utveckla en förhållandevis enhetlig stat.

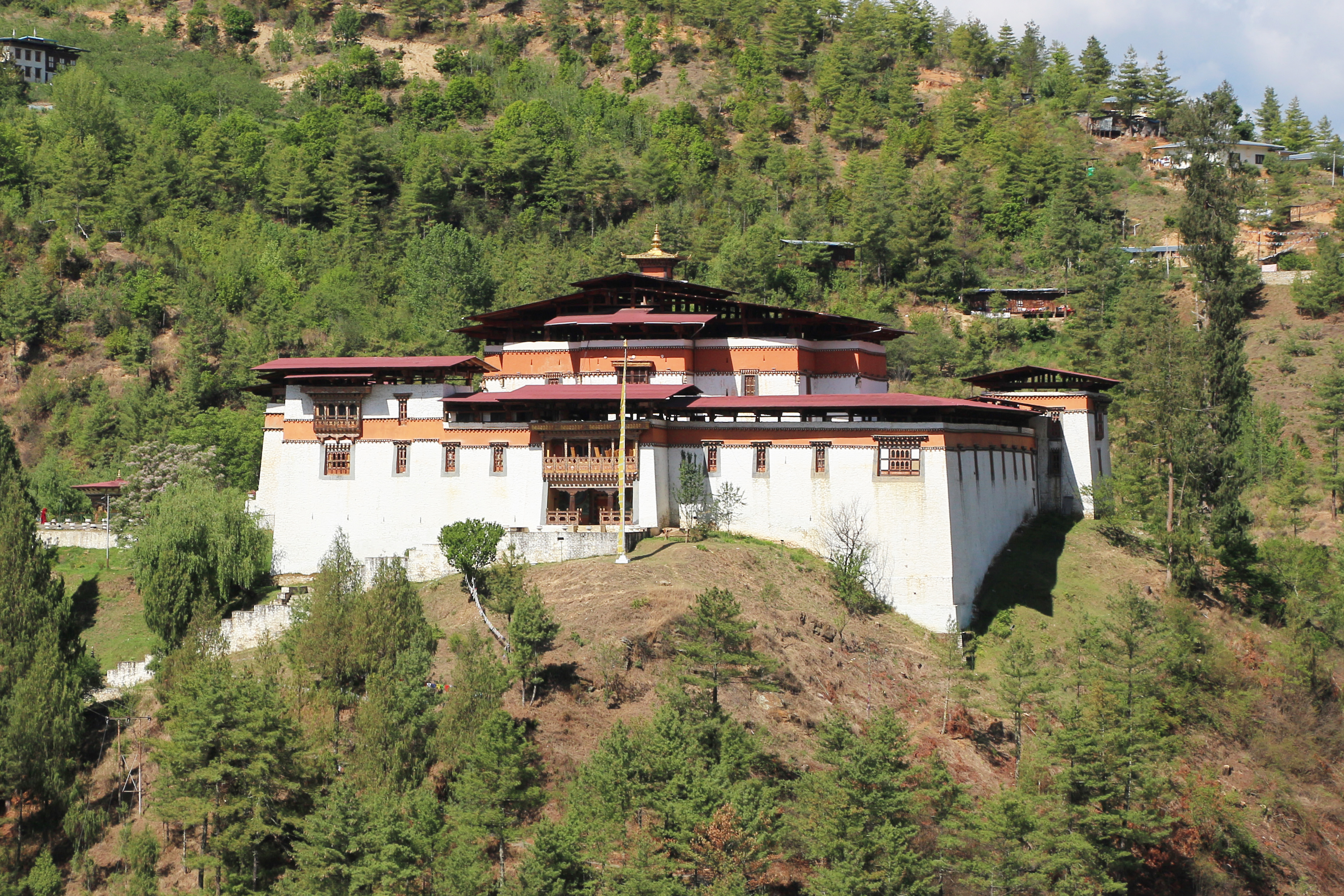
Simtokha dzong.

Han lät också bygga befästa borgar, så kallade dzong, med både religiösa och administrativa funktioner. Den första, Simthokha, byggdes vid den nordvästra ingången till Thimphudalen år 1629 och efterhand byggdes liknande anläggningar i de olika landsdelarna och vid viktiga vägar. Med dzongerna i Paro och Thimphu, som byggdes 1641, tog Namgyal kontroll över hela västra Bhutan och tog titeln shabdrung.
Han drog sig tillbaka för att meditera, som han gjort många gånger förr, och dog troligen 1651. Hans död hemlighölls i 54 år, eftersom han inte hade någon arvinge, och avslöjades först 1705. Sex shabdrung som kom efter honom från 1724 till 1931 räknas som hans inkarnationer.